# Fanchon, the Cricket

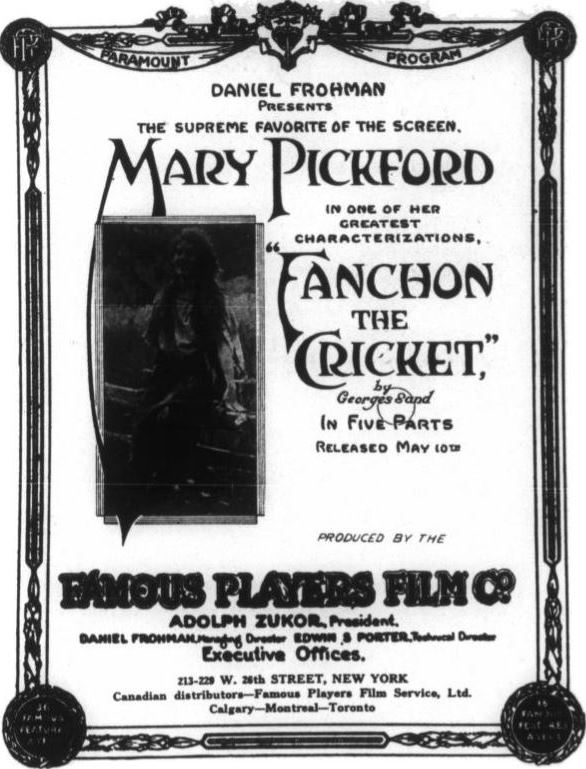

Fanchon, the Cricket è un film muto del 1915 diretto da James Kirkwood. La traduzione letterale del titolo è Fanchon, il Grillo.
Nel 1912, il romanzo di George Sand era già stato adattato per lo schermo per un film dallo stesso titolo, diretto da Herbert Brenon.
È la prima pellicola in cui appaiono insieme i tre fratelli Pickford.

## Trama
Fanchon vive con la nonna, la vecchia Fadette, nella foresta. Le due donne hanno la nomea di streghe e sono evitate dagli abitanti del villaggio. Al picnic di maggio, la ragazza prima spaventa, poi affascina il giovane Landry, figlio di uno dei maggiorenti locali, un ricco mercante. Fanchon salva dall'annegamento il fratello disabile di Landry, aiutando anche lui.
Il giovane - che è stato destinato dalla famiglia a un ricco matrimonio con Madelon - rifiuta la nozze combinate, dichiarando di essersi innamorato di Fanchon.
Quando la chiede in moglie, la giovane però lo rifiuta: vuole che sia lo stesso padre di Landry a farle la proposta.
Landry, deluso, parte e resta via di casa un anno intero. In quel lasso di tempo, la vecchia Fadette muore. Fanchon ora è sola.
Di ritorno, Landry viene colpito da una grave forma di febbre. I suoi genitori, allora, mandano a chiamare l'innamorata del figlio. Quando Fanchon si presenta, Landry recupera subito la salute: la famiglia cede all'amore dei giovani e il padre chiede finalmente la mano di Fanchon.

## Produzione
Il film fu prodotto dalla Famous Players Film Company, presentato da Daniel Frohman.

## Distribuzione
Distribuito dalla Paramount Pictures, il film uscì nelle sale statunitensi il 10 maggio 1915. Copia della pellicola viene conservata, incompleta, presso gli archivi del National Film and Television Archive of the British Film Institute.